# Associació d'Amics de l'Òpera de Sabadell
L'Associació d'Amics de l'Òpera de Sabadell (AAOS) és un projecte cultural dedicat a donar a conèixer i acostar la cultura operística als ciutadans. Fundada l'any 1982 per Mirna Lacambra, al llarg d'aquest temps s'ha anat consolidant com a referent del món de la formació operística. Manté una gran activitat associativa, amb el suport de diverses entitats, com la Generalitat de Catalunya, el Ministeri d'Educació i Ciència i la Fundació Banc de Sabadell, entre d'altres. Sovint actuen al sabadellenc Teatre de la Faràndula. El 2009 obtingué el Premi Lírics del Teatre Campoamor d'Oviedo, per la seva contribució a la difusió de l'òpera.
L'Associació es va crear el 1982, quan un grup de melòmans de Sabadell es van unir per promoure l'òpera a la seva ciutat i a tot Catalunya. La seva primera producció va ser Madama Butterfly, de Puccini. Arran de l'èxit d'aquesta producció, van poder substituir al cor del Gran Teatre del Liceu en una òpera de Donizetti, Maria Stuarda. L'any 1987 va col·laborar en la creació de l'Orquestra Simfònica del Vallès. Amb aquest temps ha realitzat més de 90 projectes operístics, tots estrenats a Sabadell i que s'han representat per diferents ciutats, com Badalona, Figueres, Girona, Reus, Sant Cugat del Vallès i Terrassa, entre altres municipis catalans, col·laborant en el programa Òpera a Catalunya. Van celebrar el 30è aniversari amb una versió de Roméo et Juliette.
L'any 1996, va crear l'Escola d'Òpera, amb la finalitat d'ajudar els joves cantants en la seva formació musical i facilitant un espai de professionalització. La formació d'aquest curs és àmplia i incideix en diversos aspectes com la interpretació musical, escènica, l'expressió corporal, el treball dels textos... A aquests cursos s'hi accedeix a partir del procés de selecció que es fa en el concurs que porta el nom de Mirna Lacambra, i permet als joves seleccionats fer el primer pas en el món de l'òpera professional. A l'Escola d'Òpera s'hi han format professionals com Maite Alberola.

## El Cor
Ensems de la fundació de l'associació es creà el Cor. La seva primera intervenció fou amb l'òpera Madame Butterfly de Puccini el 7 d'octubre de 1982 dia de la presentació al públic de l'AAOS. Els 38 anys passats i les més de nou-centes representacions d'òpera, sarsuela i concert han conferit al Cor una molt forta experiència dintre del món de la lírica. Ha actuat al Gran Teatre del Liceu
en substitució del seu cor, en l'òpera Maria Stuarda i el públic i la premsa van elogiar-lo. Després de l'incendi del Gran Teatre del Liceu es va crear una Federació d'Associacions d'Amics de l'Òpera de Catalunya, presidida per Mirna Lacambra, pro reconstrucció del Teatre, i el primer en actuar a les Rambles de Barcelona, davant del Teatre del Liceu, fou el Cor de l'AAOS.
El Cor està format per una seixantena de cantaires de Sabadell, Barcelona i comarca. L'any 2003 va assumir la direcció del Cor el mestre Daniel Gil de Tejada. També compta amb la col·laboració de la pianista Andrea Álvarez. A partir del 1989 participa en el cicle Òpera a Catalunya, que organitza l'AAOS, porta l'òpera a diverses poblacions catalanes.